# Silvie cu gât negru
Silvia cu gât negru (Sylvia rueppelli, sin. Sylvia ruppeli), numită și silvie cu bărbie neagră, este o pasăre migratoare din familia silviidelor, ordinul paseriformelor, care cuibărește în Grecia, unele insule mari din Marea Egee, Turcia, Siria și iernează în centrul și estul Sahelului (mai ales în Ciad și Sudan). Apare accidental în România.  A fost observată pentru prima dată în România pe 30 iunie 1977 lângă Sf. Gheorghe. Cuibărește în mărăcinișurile de pe dealuri și pante muntoase și în păduri deschise de stejar sau chiparos cu subarboret. Este o pasăre mică, având o lungime de 14 cm. Masculul are creștetul și gâtul negre, despărțite de o submustață albă, partea dorsală este cenușie, iar cea ventrală albicioasă. Femela are capul cenușiu închis, gâtul cu puncte cenușii întunecate, o submustață îngustă albă între cap și gât. La ambele sexe, remigele terțiare de pe aripi și penele externe de pe coadă sunt negre, mărginite cu alb, iar inelul periorbital și picioarele brun-roșcate. Se hrănesc mai ales cu insecte adulte și larvele lor, consumă și bobițe. Cuibul are forma unei cupe și este construit din iarbă, frunze și tulpini și căptușit cu vegetație mai fină, fiind amplasat la 45-75 cm deasupra solului în mărăcinișuri dense. Ponta este depusă în aprilie - mai și constă din 4-5 ouă. Incubația este asigurată de către ambele sexe și durează 13 zile.

## Taxonomie
Este o specie monotipică (nu se divide în subspecii).
Numele original al speciei este Sylvia ruppeli Temminck, 1823, terra typica (locul unde a fost găsită prima dată specia) este Iraklion, nordul Cretei, Grecia. 
Numele științific latin Sylvia rueppelli al speciei, este dat în cinstea lui Wilhelm Peter Eduard Simon Rüppell (1794-1884), zoolog și explorator german în nord-estul Africii și Orientul Mijlociu. Numele original al speciei, Sylvia ruppeli, dat de Temminck în 1923 este probabil o greșeală neintenționată.

## Descrierea
Lungimea 14 cm; greutatea 9-15 g.

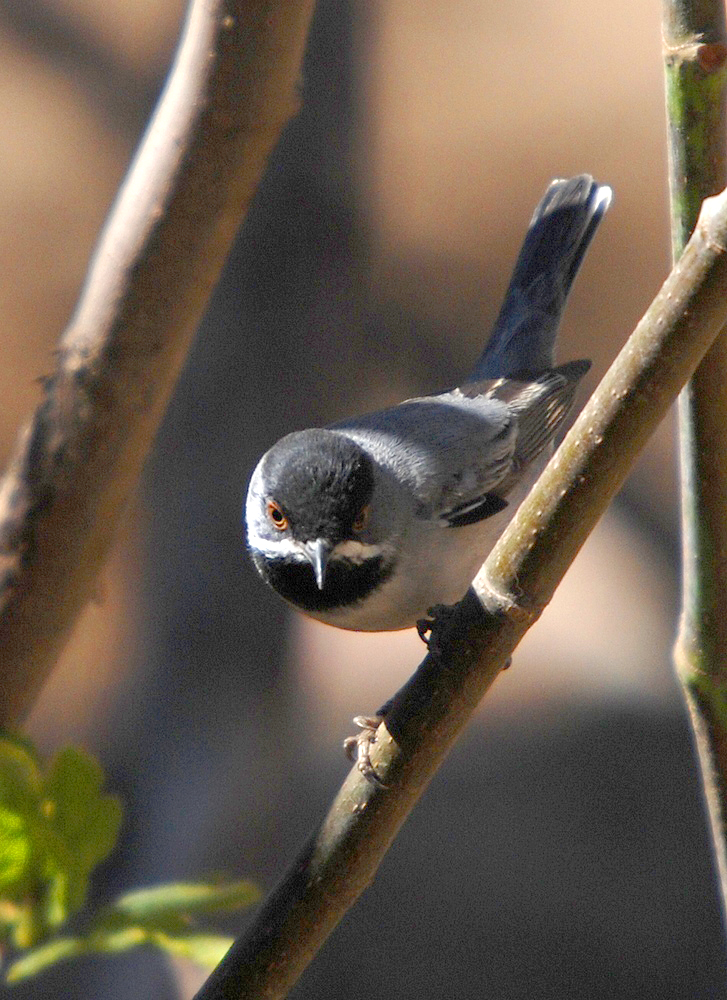

Este o silvie de talie mijlocie, destul de robustă cu aripi relativ lungi și cioc distinct, lung și puternic, ușor curbat în jos; coada mai puțin lungă decât la congeneri.
Masculul în perioada de reproducere (în penaj nupțial) are fruntea, creștetul, lorul (lorum) și zona din jurul ochiului negre, contrastând cu ceafa și spatele sur-cenușiu albăstrui; tectricele supraalare, alula și remigele negricioase cu marginile contrastante palide, de la alb-cenușii până la albicioase (alb mai pur pe remigele terțiare și alulă); coada negricioasă, penele externe cu vârfuri și margini bine delimitate de culoare albă, cele mai laterale cu alb pe cea mai mare parte a steagului extern și pe zona distală mare a steagului intern, următoarea pereche de pene cu alb mai îngust pe steagul extern și pe marginea mai mare a steagului intern, următoarea pereche (T4) și adesea cea adiacentă (T3) cu alb similar, dar mai puțin extins; bărbia, gâtul și partea superioară a pieptului sunt negre și formează o bărbiță distinctă, separată în mod evident de negrul capișonului printr-o submustață (dungă submustaciană) lată albă; laturile pieptului, flancurile și părțile laterale ale regiunii anale surii, restul părții inferioare albicioasă; irisul este predominant roșiatic-portocaliu, inelul orbital roșiatic-cafeniu, inelul ocular predominant negricios-cenușiu; ciocul cu culmen și vârf negricios, marginea tăioasă a mandibulei superioare și cele trei pătrimi bazale sau jumătatea bazală a mandibulei inferioare cenușiu-cărnoase; picioarele brun-cărnoase.
Penajul de toamnă al masculului (în afara perioadei de reproducere) este foarte asemănător cu cel nupțial, dar marginile creștetului negricios au o culoare cenușiu-deschisă, bărbița neagră este mai puțin clar delimitată, vârfurile remigelor primare proaspete sunt albicioase.

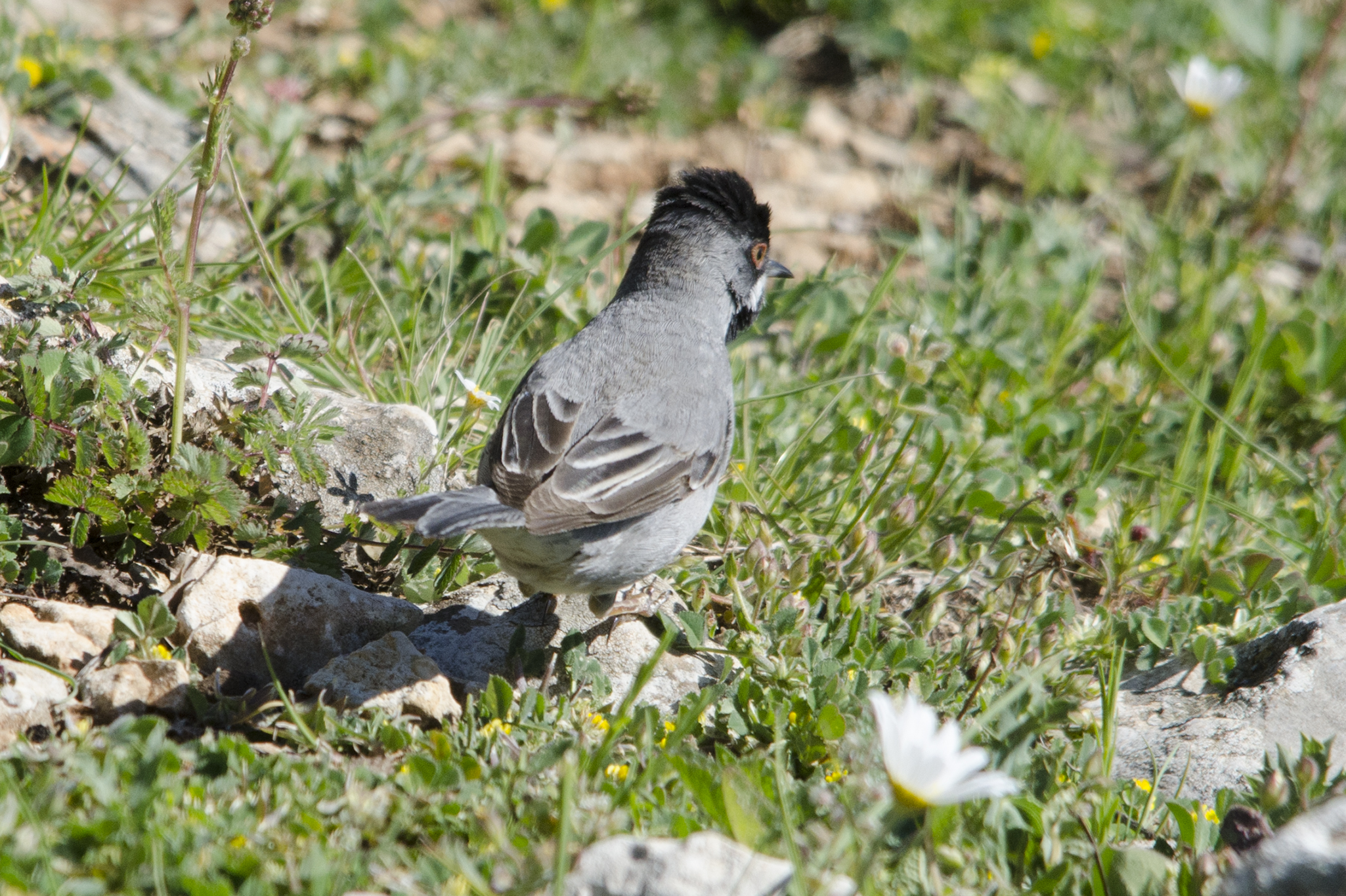

Femela în perioada de reproducere seamănă cu masculul, dar nu are capișonul și bărbiță pur negre: capul este cenușiu, cu pete neuniforme cenușiu-negre și bărbița mai mică de culoare negricioasă presărată abundent cu pete albicioase (unele au capul în întregime cenușiu și bărbia și gâtul în cea mai mare parte sau complet albicioase), partea dorsală mai brună, marginile și vârfurile rectricelor mai puțin clar delimitate (cu mai puțin alb pur), inelul ocular suriu și alb, irisul și inelul orbital mai șterse la culoare față de cele ale masculului în perioada de reproducere;
Femela în afara perioadei de reproducere este mai brun-gălbuie pe spate, are capul de obicei omogen cenușiu, bărbia și gâtul albicioase, vârfurile remigelor primare albicioase.
Juvenilii seamănă cu femela în afara perioadei de reproducere, dar sunt în mod clar mai bruni sau mai brun-gălbuii, cu marginile remigelor și tectricelor supraalare brun-ruginii, coada închisă la culoare, brun-cenușie, cu zone palide mai înguste decât la adult de culoare alb-gălbui murdar, gâtul este alb cu mai puține pete, irisul brun-măsliniu, inelul orbital de la brun-galben până la bruniu-roșiatic șters;
Pasărea în prima sa iarnă seamănă mai mult cu femela în afara perioadei de reproducere, dar este prezent un ușor dimorfism sexual (masculii au capul mai negru-cenușiu și gâtul alb cu mai multe pete), părțile golașe și remigele nenăpârlite în mare parte ca la juvenili.

## Glasul
Cântă din ramurile tufelor, din vârful copacilor, de pe o stâncă, sau în zborul nupțial. Cântecul constă dintr-un ciripit destul de scurt și sacadat compus mai ales din note "tk" și câteva fluierături, aceste frazele durează 1-6 secunde (în medie 1,8), mai prelungite în timpul zborului nupțial. Cântecul este similar cu cel al silviei mediteraneene (Sylvia melanocephala), dar mai puțin aspru și mai puțin susținut, cu mai puține tonuri pure intercalate. 
Strigătul obișnuit de contact este un "tak" surd, pocnitor; acest strigăt este emis uneori împreună cu notele "tr" (care amintesc de cele ale silviei mediteraneene) formând strigăte mai prelungite, folosite atunci când este alarmat sau foarte excitat, de ex. "t'tr-t-tr" sau "tchrrtrtrtrtrtr".

## Răspândirea geografică
Cuibărește în sudul extrem al Greciei continentale, în Peloponez, Creta, unele insule mai mari din Marea Egee (Lesbos, Chios, Samos, Kos etc.), neregulat în Rodos; de asemenea, cuibărește în vestul și sudul Turciei (în jurul Mării Marmara și marginea nordică a Platoului Central al Anatoliei, mai frecvent în vestul Anatoliei și coasta mediteraneană, la est până la Golful Iskenderun); rar în nord-vestul Siriei.
Iernează în principal într-o fâșie îngustă din centrul și estul Sahelului (mai ales în Ciad și Sudan).
Este o specie indigenă în Ciad, Egipt, Grecia, Israel, Italia, Iordania, Liban, Libia, Macedonia, fosta Republică Iugoslavă, Arabia Saudită, Sudan, Republica Araba Siriană, Turcia.
Apare accidental în Algeria, Bulgaria, Danemarca, Djibouti, Eritreea, Insulele Feroe, Finlanda, Iran, Mali, Malta, Niger, România, Suedia, Marea Britanie.

## Habitatul
Trăiește în regiuni aride și calde unde cuibărește în zone stâncoase și pe pantele dealurilor acoperite cu tufăriș și machia, de la nivelul mării până la 800-1000 m, în unele locuri până la  1500 m (sud-estul Turciei) sau 1600 m (Creta). 
Locuiește în diverse habitate mediteraneene aride, din zonele împădurite cu subarboret suficient până în regiunile cu machii în care cresc copaci răzleți: pădurile deschise de stejar (Quercus) și de chiparos (Cupressus) cu multe tufișuri și terenurile stâncoase acoperite cu iarbă în care cresc tufărișuri dese sau rare. Preferă mai puțin vegetația înaltă și deasă decât silvia mediteraneană (Sylvia melanocephala).
În cartierele de iernat se găsește în regiuni aride acoperite cu tufe, de exemplu cele cu tufărișuri de caper (Capparis aphylla) din Sudan, precum și în grădini, stufărișuri și garduri vii. În timpul migrației, se găsește și pe coastele de deal sau pe versanții de munte acoperiși cu tufișuri și în uedurile din deșert cu acacii (Acacia).

## Deplasările sezoniere
Este o pasăre migratoare pe distanțe mari.
Iernează într-o fâșie îngustă din centrul și estul Sahelului din Africa, mai ales în nordul și estul Ciadului și nordul și centrul Sudanului, rar în vestul și sudul Algeriei, în Mali și Niger; în mod excepțional iernează la nord de Sahara (de exemplu în Cipru, în sudul Egiptului).
După cât se pare întreprinde migrații în buclă, toamnă în direcție sud - sud-vest direct peste Marea Mediterană, iar primăvara se reîntoarce dinspre estul mai îndepărtat pe o rută care trece mai mult pe uscat. Părăsește locurile de cuibărit de la sfârșitul lui august până la mijlocul lui septembrie, rareori până la sfârșitul acestei luni; trece în pasaj prin Israel de la sfârșitul lui august până la jumătatea lunii octombrie (în special în a doua și a treia săptămână a lui septembrie), în Egipt de la sfârșitul lui august până la sfârșitul lunii septembrie, cu indivizi rari în octombrie; ajunge în cartierele de iernat din centrul Sahelului începând cu octombrie.
Pleacă din cartierele de iernat de la jumătatea lui februarie până la sfârșitul lui martie; pasajul de primăvară are loc din Tripolitania (nord-vestul Libiei) spre est către Iordania, Tabuk (nord-vestul Arabiei Saudite) și nordul Etiopiei, dar este mai semnificativ prin nord-estul Libiei, Egipt și Israel; în nordul Africii migrația se întinde de la începutul lui martie până la începutul lunii mai (cu o intensitate maximă de la mijlocul sau sfârșitul lui martie până la începutul lui aprilie); în Israel de la mijlocul lunii februarie până la jumătatea lunii mai, cu două maxime distincte, una pe 6-16 martie (în special masculii adulți) și alta de la 22 martie până la 4 aprilie (femele și masculi în prima lor vară); pasajul prin Cipru se termină pe la sfârșitul lui aprilie - mijlocul lui mai; sosesc în locurile de cuibărit de la începutul lui martie până la jumătatea lunii mai, mai ales la sfârșitul lui martie - începutul lui aprilie, masculii apar cu circa 10 zile înaintea femelelor. În locurile de popas adesea se adună în grupuri de 10-20 de indivizi, dar s-au observat și grupuri mai mari, de ex. de câteva sute în grădinile din Giza din nordul Egiptului; de asemenea, a fost observată în timpul migrației în compania altor cârduri necompacte de păsări din alte specii ale genului Sylvia.

## Hrana
Se hrănește mai ales cu insecte adulte și larvele lor, probabil și cu alte artropode; consumă boabe în afara sezonului de reproducere, de ex. de caper (Capparis) în timpul migrației prin Arabia Saudită. Consumă și nectar. În Creta hrănește puii din cuib mai ales cu larvele lepidopterelor.
Vânează stând la pândă la înălțimi mici sau medii în vegetație. Culege insectele de pe frunze și ramuri sau, uneori, le prinde direct pe pământ sau pe aflorimentele stâncoase.

## Reproducerea

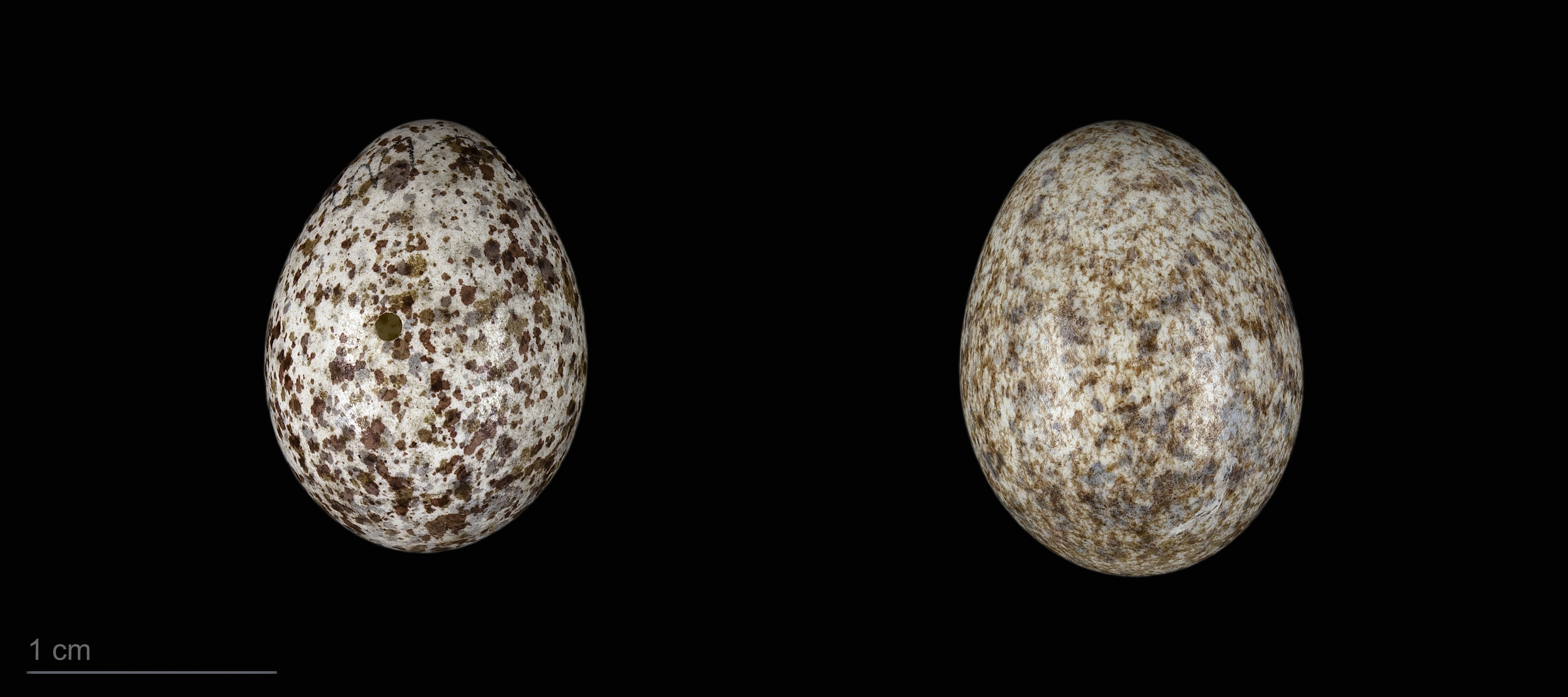
Curruca ruppeli - MHNT

Este o specie monogamă; solitară, teritorială. Zborul nupțial cu cântec constă într-o ascensiune până la 10-20 m deasupra solului, urmat de mișcări în zigzag, cu bătăi din aripile și coada complet extinse în felul fluturelui.
Ponta este depusă în principal de la mijlocul lui aprilie până la mijlocul lunii mai în Grecia, sezonul de reproducere probabil are loc de la începutul lui aprilie până în iunie; după cât se pare depune o singură pontă.
Masculul construiește câteva "cuiburi masculine" nefinisate. Cuibul în care este depusă ponta are forma unei cupe destul de mari și este construit din iarbă, frunze și tulpini, căptușit cu vegetație mai fină; el este amplasat la  45-75 cm deasupra solului în mărăcinișuri dense.
Ponta constă din 4-5 ouă, rareori 6; depune o pontă de înlocuire dacă prima este pierdută. Incubația este asigurată de către ambele sexe și durează circa 13 zile; ambii părinți îngrijesc și hrănesc puii; nu există informații cu privire la durata șederii puilor în cuib. Pierderile pontei sunt comune în Creta, probabil datorită ciorilor.

## Statutul și conservarea
Nu este amenințată la nivel global. Este destul de comună în habitatele adecvate, atât în zonele de cuibărit, cât și în cartierele de iernat.
Populație europeană totală (care reprezintă aproximativ 95% din populația globală) a fost estimată la 200.000-610.000 de perechi cuibăritoare în anul 2000; cele mai multe dintre acestea se află în Turcia și 3.000-10.000 în Grecia. Populația siriană este necunoscută, dar cu siguranță este foarte mică. S-a înregistrat un ușor declin numeric în Turcia în perioada 1990-2000; altfel  populația este considerată stabilă.
În cartierele de iernat africane este destul de comună în nordul, estul și centrul Ciadului, unde la mijlocul iernii este mai des întâlnită decât silvia vestică de grădină (Sylvia hortensis) și silvia roșcată (Sylvia cantillans); este destul de comună și în Sudan.